# Jiří Rubáš
Jiří Rubáš (5 febbraio 1922 – Praga, 16 maggio 2005) è stato un allenatore di calcio e calciatore cecoslovacco, di ruolo difensore.

## Carriera

### Club
Ha sempre giocato nel campionato cecoslovacco.

### Nazionale
Ha collezionato 6 presenze in Nazionale.

### Allenatore
Dal 1955 inizia la carriera di manager. Guida per circa quindici anni il Spartak Praga Stalingrado (poi ČKD Praga), vincendo per tre volte il campionato di seconda divisione cecoslovacca (1958, 1966, 1969). In seguito guida Baník Ostrava e Škoda Pilsen: con quest'ultima società, retrocede al suo primo anno di I. liga, ottenendo subito la promozione in prima divisione dopo esser arrivato al secondo posto in 2. liga nel 1972. Arriva così alla sua quarta promozione nella massima serie nazionale con due squadre diverse in quattordici anni. Salva il Plzeň per tre anni in prima divisione, quindi torna a Ostrava, dove vince il titolo cecoslovacco del 1976, il primo del Baník nella sua storia. Resta per un'ulteriore stagione a Ostrava, vincendo anche il proprio girone della Coppa Piano Karl Rappan in estate.
Nel 1978 firma con lo Sparta ČKD Praga: in tre anni vince la Coppa di Cecoslovacchia 1980 (2-0 sul ZŤS Košice in finale) e il proprio girone di Coppa Rappan nel medesimo anno.
Nel 1983 torna al Bohemians ČKD Praga, quindi dopo esser stato esonerato nell'ottobre dello stesso anno, nel 1986 guida per un ultimo anno il Sklo Union Teplice nella seconda divisione nazionale.

## Statistiche da allenatore

### Club
In grassetto le competizioni vinte.
| Stagione                                                       | Squadra                                                        | Campionato                                                     | Campionato | Campionato | Campionato | Campionato | Coppe nazionali | Coppe nazionali | Coppe nazionali | Coppe nazionali | Coppe nazionali | Coppe continentali | Coppe continentali | Coppe continentali | Coppe continentali | Coppe continentali | Altre coppe | Altre coppe | Altre coppe | Altre coppe | Altre coppe | Totale | Totale | Totale | Totale | Vittorie % | Piazzamento        |
| Stagione                                                       | Squadra                                                        | Comp                                                           | G          | V          | N          | P          | Comp            | G               | V               | N               | P               | Comp               | G                  | V                  | N                  | P                  | Comp        | G           | V           | N           | P           | G      | V      | N      | P      | %          | Piazzamento        |
| -------------------------------------------------------------- | -------------------------------------------------------------- | -------------------------------------------------------------- | ---------- | ---------- | ---------- | ---------- | --------------- | --------------- | --------------- | --------------- | --------------- | ------------------ | ------------------ | ------------------ | ------------------ | ------------------ | ----------- | ----------- | ----------- | ----------- | ----------- | ------ | ------ | ------ | ------ | ---------- | ------------------ |
| 1955                                                           | Spartak Praga Stalingrado ČKD Praha Bohemians ČKD Praga        | 2L                                                             | 22         | 18         | 1          | 3          | -               | -               | -               | -               | -               | -                  | -                  | -                  | -                  | -                  | -           | -           | -           | -           | -           | 22     | 18     | 1      | 3      | 81,82      | 2º                 |
| 1956                                                           | Spartak Praga Stalingrado ČKD Praha Bohemians ČKD Praga        | 2L                                                             | 22         | 9          | 6          | 7          | -               | -               | -               | -               | -               | -                  | -                  | -                  | -                  | -                  | -           | -           | -           | -           | -           | 22     | 9      | 6      | 7      | 40,91      | 4º                 |
| 1957-1958                                                      | Spartak Praga Stalingrado ČKD Praha Bohemians ČKD Praga        | 2L                                                             | 33         | 20         | 9          | 4          | -               | -               | -               | -               | -               | -                  | -                  | -                  | -                  | -                  | -           | -           | -           | -           | -           | 33     | 20     | 9      | 4      | 60,61      | 1º, Promozione     |
| 1958-1959                                                      | Spartak Praga Stalingrado ČKD Praha Bohemians ČKD Praga        | IL                                                             | 26         | 7          | 9          | 10         | -               | -               | -               | -               | -               | -                  | -                  | -                  | -                  | -                  | -           | -           | -           | -           | -           | 26     | 7      | 9      | 10     | 26,92      | 9º                 |
| 1959-1960                                                      | Spartak Praga Stalingrado ČKD Praha Bohemians ČKD Praga        | IL                                                             | 26         | 8          | 10         | 8          | -               | -               | -               | -               | -               | -                  | -                  | -                  | -                  | -                  | -           | -           | -           | -           | -           | 26     | 8      | 10     | 8      | 30,77      | 7º                 |
| 1960-1961                                                      | Spartak Praga Stalingrado ČKD Praha Bohemians ČKD Praga        | IL                                                             | 26         | 11         | 5          | 10         | -               | -               | -               | -               | -               | -                  | -                  | -                  | -                  | -                  | -           | -           | -           | -           | -           | 26     | 11     | 5      | 10     | 42,31      | 7º                 |
| 1961-1962                                                      | Spartak Praga Stalingrado ČKD Praha Bohemians ČKD Praga        | IL                                                             | 26         | 13         | 3          | 10         | -               | -               | -               | -               | -               | -                  | -                  | -                  | -                  | -                  | -           | -           | -           | -           | -           | 26     | 13     | 3      | 10     | 50,00      | 4º                 |
| 1962-1963                                                      | Spartak Praga Stalingrado ČKD Praha Bohemians ČKD Praga        | IL                                                             | 26         | 11         | 4          | 11         | -               | -               | -               | -               | -               | CKR                | 6                  | 1                  | 1                  | 4                  | -           | -           | -           | -           | -           | 32     | 12     | 5      | 15     | 37,50      | 6º                 |
| 1963-1964                                                      | Spartak Praga Stalingrado ČKD Praha Bohemians ČKD Praga        | IL                                                             | 26         | 11         | 2          | 13         | -               | -               | -               | -               | -               | -                  | -                  | -                  | -                  | -                  | -           | -           | -           | -           | -           | 26     | 11     | 2      | 13     | 42,31      | 10º                |
| 1964-1965                                                      | Spartak Praga Stalingrado ČKD Praha Bohemians ČKD Praga        | IL                                                             | 26         | 5          | 7          | 14         | -               | -               | -               | -               | -               | -                  | -                  | -                  | -                  | -                  | -           | -           | -           | -           | -           | 26     | 5      | 7      | 14     | 19,23      | 13º, Retrocessione |
| 1965-1966                                                      | Spartak Praga Stalingrado ČKD Praha Bohemians ČKD Praga        | 2L                                                             | 26         | 18         | 5          | 3          | -               | -               | -               | -               | -               | -                  | -                  | -                  | -                  | -                  | -           | -           | -           | -           | -           | 26     | 18     | 5      | 3      | 69,23      | 1º, Promozione     |
| 1966-1967                                                      | Spartak Praga Stalingrado ČKD Praha Bohemians ČKD Praga        | IL                                                             | 26         | 8          | 4          | 14         | -               | -               | -               | -               | -               | -                  | -                  | -                  | -                  | -                  | -           | -           | -           | -           | -           | 26     | 8      | 4      | 14     | 30,77      | 11º                |
| 1967-1968                                                      | Spartak Praga Stalingrado ČKD Praha Bohemians ČKD Praga        | IL                                                             | 26         | 3          | 8          | 15         | -               | -               | -               | -               | -               | CKR                | 6                  | 2                  | 1                  | 3                  | -           | -           | -           | -           | -           | 32     | 5      | 9      | 18     | 15,63      | 14º, Retrocessione |
| 1968-1969                                                      | Spartak Praga Stalingrado ČKD Praha Bohemians ČKD Praga        | 2L                                                             | 26         | 16         | 6          | 4          | -               | -               | -               | -               | -               | -                  | -                  | -                  | -                  | -                  | -           | -           | -           | -           | -           | 26     | 16     | 6      | 4      | 61,54      | 1º, Promozione     |
| Totale Spartak Praga Stalingrado/ČKD Praga/Bohemians ČKD Praga | Totale Spartak Praga Stalingrado/ČKD Praga/Bohemians ČKD Praga | Totale Spartak Praga Stalingrado/ČKD Praga/Bohemians ČKD Praga | 363        | 158        | 79         | 126        |                 | -               | -               | -               | -               |                    | 12                 | 3                  | 2                  | 7                  |             | -           | -           | -           | -           | 375    | 161    | 81     | 133    | 42,93      |                    |
| 1969-1970                                                      | Baník Ostrava                                                  | IL                                                             | 30         | 7          | 12         | 11         | -               | -               | -               | -               | -               | -                  | -                  | -                  | -                  | -                  | -           | -           | -           | -           | -           | 30     | 7      | 11     | 12     | 23,33      | 11º                |
| 1970-1971                                                      | Škoda Plzeň                                                    | 1L                                                             | 30         | 6          | 8          | 16         | CS              | 2+              | 0+              | 0+              | 2               | -                  | -                  | -                  | -                  | -                  | -           | -           | -           | -           | -           | 34     | 6      | 8      | 18     | 17,65      | 15º, Retrocessione |
| 1971-1972                                                      | Škoda Plzeň                                                    | 2L                                                             | 30         | 14         | 12         | 8          | -               | -               | -               | -               | -               | -                  | -                  | -                  | -                  | -                  | -           | -           | -           | -           | -           | 30     | 14     | 12     | 8      | 46,67      | 2º, Promozione     |
| 1972-1973                                                      | Škoda Plzeň                                                    | IL                                                             | 30         | 10         | 6          | 14         | -               | -               | -               | -               | -               | -                  | -                  | -                  | -                  | -                  | -           | -           | -           | -           | -           | 30     | 10     | 6      | 14     | 33,33      | 13º                |
| 1973-1974                                                      | Škoda Plzeň                                                    | IL                                                             | 30         | 10         | 8          | 12         | -               | -               | -               | -               | -               | -                  | -                  | -                  | -                  | -                  | -           | -           | -           | -           | -           | 32     | 24     | 3      | 5      | 75,00      | 14º                |
| 1974-1975                                                      | Škoda Plzeň                                                    | 1L                                                             | 30         | 13         | 2          | 15         | -               | -               | -               | -               | -               | -                  | -                  | -                  | -                  | -                  | -           | -           | -           | -           | -           | 17     | 7      | 4      | 6      | 41,18      | 10º                |
| Totale Škoda Plzeň                                             | Totale Škoda Plzeň                                             | Totale Škoda Plzeň                                             | 150        | 53         | 36         | 65         |                 | 2+              | 0+              | 0+              | 2               |                    | -                  | -                  | -                  | -                  |             | -           | -           | -           | -           | 152    | 53     | 36     | 67     | 34,87      |                    |
| 1975-1976                                                      | Baník Ostrava OKD                                              | IL                                                             | 30         | 14         | 9          | 7          | -               | -               | -               | -               | -               | -                  | -                  | -                  | -                  | -                  | -           | -           | -           | -           | -           | 30     | 14     | 9      | 7      | 46,67      | 1º                 |
| 1976-1977                                                      | Baník Ostrava OKD                                              | IL                                                             | 30         | 11         | 8          | 11         | -               | -               | -               | -               | -               | CKR                | 6                  | 5                  | 1                  | 0                  | -           | -           | -           | -           | -           | 36     | 12     | 12     | 12     | 33,33      | 7º                 |
| Totale Baník Ostrava OKD                                       | Totale Baník Ostrava OKD                                       | Totale Baník Ostrava OKD                                       | 90         | 32         | 29         | 29         |                 | -               | -               | -               | -               |                    | 6                  | 5                  | 1                  | 0                  |             | -           | -           | -           | -           | 96     | 37     | 30     | 29     | 38,54      |                    |
| 1978-1979                                                      | Sparta ČKD Praga                                               | IL                                                             | 30         | 12         | 7          | 11         | -               | -               | -               | -               | -               | -                  | -                  | -                  | -                  | -                  | -           | -           | -           | -           | -           | 30     | 12     | 7      | 11     | 40,00      | 5º                 |
| 1979-1980                                                      | Sparta ČKD Praga                                               | IL                                                             | 30         | 10         | 10         | 10         | CS              | 1+              | 1+              | 0+              | 0               | -                  | -                  | -                  | -                  | -                  | -           | -           | -           | -           | -           | 31     | 11     | 10     | 10     | 35,48      | 10º                |
| 1980-1981                                                      | Sparta ČKD Praga                                               | IL                                                             | 30         | 15         | 6          | 9          | -               | -               | -               | -               | -               | CKR                | 6                  | 5                  | 1                  | 0                  | -           | -           | -           | -           | -           | 36     | 20     | 7      | 9      | 55,56      | 4º                 |
| Totale Sparta ČKD Praga                                        | Totale Sparta ČKD Praga                                        | Totale Sparta ČKD Praga                                        | 90         | 37         | 23         | 30         |                 | 1+              | 1+              | 0+              | 0               |                    | 6                  | 5                  | 1                  | 0                  |             | -           | -           | -           | -           | 97     | 43     | 24     | 30     | 44,33      |                    |
| 1986-1987                                                      | Sklo Union Teplice                                             | 1 CNL                                                          | 30         | 9          | 10         | 11         | -               | -               | -               | -               | -               | -                  | -                  | -                  | -                  | -                  | -           | -           | -           | -           | -           | 30     | 12     | 7      | 11     | 40,00      | 10º                |
| Totale carriera                                                | Totale carriera                                                | Totale carriera                                                | 723        | 289        | 177        | 261        |                 | 3+              | 1+              | 0+              | 2+              |                    | 24                 | 13                 | 4                  | 7                  |             | -           | -           | -           | -           | 750    | 303    | 181    | 270    | 40,40      |                    |

## Palmarès

### Allenatore

#### Competizioni nazionali
- Druhá liga: 3

Spartak Praga Stalingrado: 1957-1958
Bohemians ČKD Praga: 1965-1966, 1968-1969
- Campionato cecoslovacco: 1

Banik Ostrava OKD: 1975-1976
- Coppa di Cecoslovacchia: 1

Sparta ČKD Praga: 1979-1980

#### Competizioni internazionali
- Coppa Piano Karl Rappan: 2

Banik Ostrava OKD: 1976
Sparta ČKD Praga: 1980